# Ланинамивир

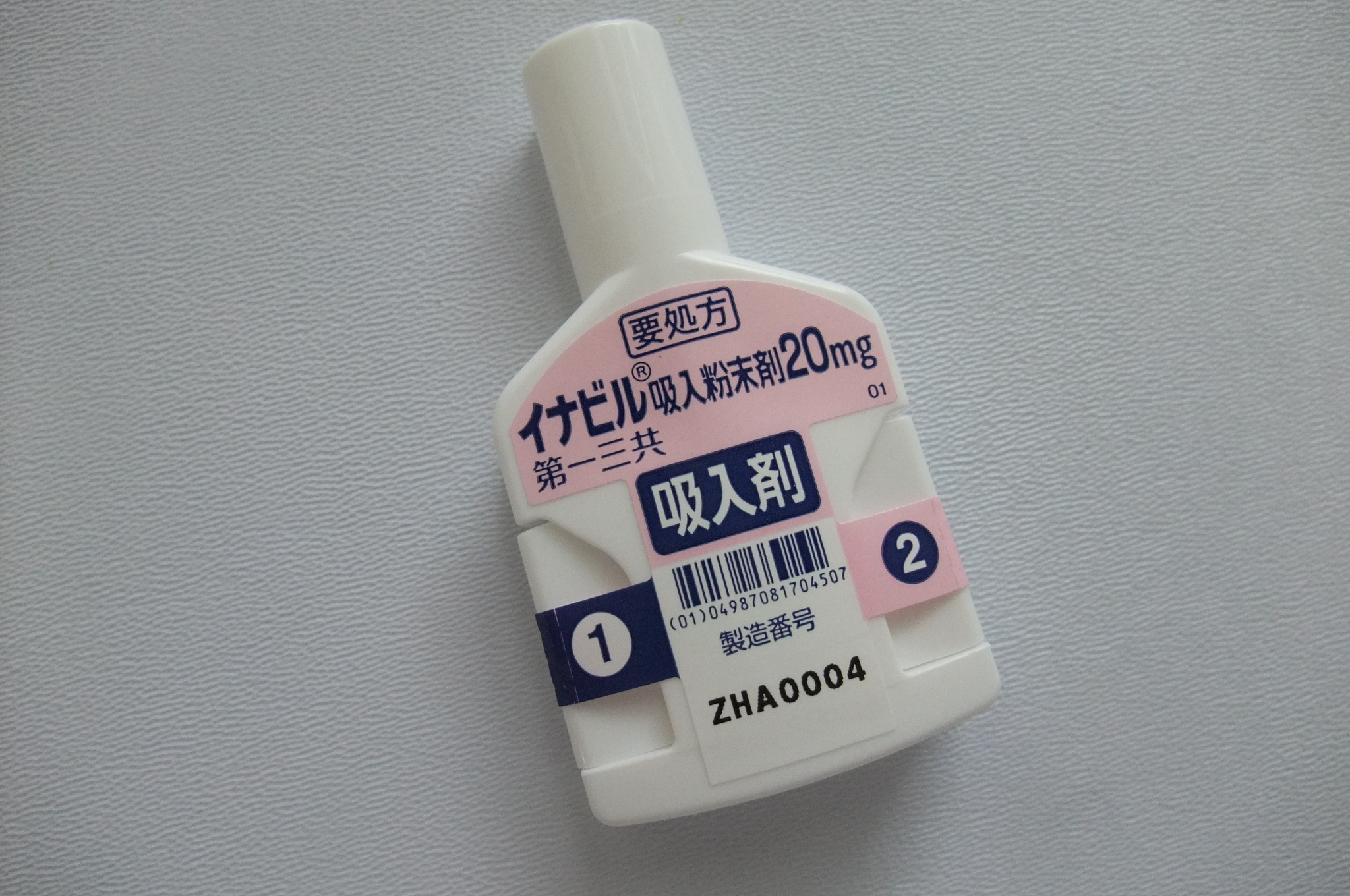
Inavir

Ланинамивир (CS-8958) представляет собой ингибитор нейраминидазы, который является лекарственным средством, используемым для лечения и профилактики вируса гриппа A и вируса гриппа B.
В настоящее время он проходит III фазу клинических испытаний. Это ингибитор нейраминидазы длительного действия, вводимый путем ингаляции через нос.
Ланинамивир был одобрен для лечения гриппа в Японии в 2010 году и для профилактики в 2013 году. В настоящее время он продается под названием Inavir компанией «Daiichi Sankyo». «Biota Pharmaceuticals» и «Daiichi Sankyo» являются совладельцами ланинамивира.
1 апреля 2011 года BARDA предоставила около $231 млн. 100-процентной дочерней компании «Biota Pharmaceuticals» (ранее «Biota Holdings Ltd»), «Biota Scientific Management Pty Ltd.», на продвинутую разработку ланинамивира в США. Он проходит клинические испытания в других странах.